# Waterpolo en los Juegos Mediterráneos de 2018
La competición de waterpolo de los Juegos Mediterráneos de 2018 de Tarragona se celebraron entre el 27 de junio y el 1 de julio en el Centro Acuático Campo Claro de Tarragona. La primera aparición de este deporte en los Juegos Mediterráneos fue en Alejandría 1951 pero en Tarragona 2018 habrá por primera vez la competición femenina.

## Calendario
El calendario es el siguiente:
| ● | Competición | ● | Finales |

| Junio/Julio |    |    |    |    |    |    |    |    |    |
| 22          | 23 | 24 | 25 | 26 | 27 | 28 | 29 | 30 | 1º |
|             |    |    |    |    | ●  | ●  | ●  | 1  | 1  |

## Competición masculina

### Fase de grupos

#### Grupo A
| Pos | Países     | J | G | E | P | GF | GC | DG | Puntos |
| --- | ---------- | - | - | - | - | -- | -- | -- | ------ |
| 1   | Francia    | 0 | 0 | 0 | 0 | 0  | 0  | 0  | 0      |
| 2   | Montenegro | 0 | 0 | 0 | 0 | 0  | 0  | 0  | 0      |
| 3   | Portugal   | 0 | 0 | 0 | 0 | 0  | 0  | 0  | 0      |
| 4   | Serbia     | 0 | 0 | 0 | 0 | 0  | 0  | 0  | 0      |

- Jornada 1

| 27 de junio de 2018 | Serbia | - | Montenegro |             |  |
|                     |        |   |            | Árbitro(s): |  |

| 27 de junio de 2018 | Francia | - | Portugal |             |  |
|                     |         |   |          | Árbitro(s): |  |

- Jornada 2

| 28 de junio de 2018 | Serbia | - | Francia |             |  |
|                     |        |   |         | Árbitro(s): |  |

| 28 de junio de 2018 | Montenegro | - | Portugal |             |  |
|                     |            |   |          | Árbitro(s): |  |

- Jornada 3

| 29 de junio de 2018 | Serbia | - | Portugal |             |  |
|                     |        |   |          | Árbitro(s): |  |

| 29 de junio de 2018 | Montenegro | - | Francia |             |  |
|                     |            |   |         | Árbitro(s): |  |

#### Grupo B
| Pos | Países  | J | G | E | P | GF | GC | DG | Puntos |
| --- | ------- | - | - | - | - | -- | -- | -- | ------ |
| 1   | España  | 0 | 0 | 0 | 0 | 0  | 0  | 0  | 0      |
| 2   | Grecia  | 0 | 0 | 0 | 0 | 0  | 0  | 0  | 0      |
| 3   | Italia  | 0 | 0 | 0 | 0 | 0  | 0  | 0  | 0      |
| 4   | Turquía | 0 | 0 | 0 | 0 | 0  | 0  | 0  | 0      |

- Jornada 1

| 27 de junio de 2018 | Grecia | - | Turquía |             |  |
|                     |        |   |         | Árbitro(s): |  |

| 27 de junio de 2018 | España | - | Italia |             |  |
|                     |        |   |        | Árbitro(s): |  |

- Jornada 2

| 28 de junio de 2018 | Grecia | - | España |             |  |
|                     |        |   |        | Árbitro(s): |  |

| 28 de junio de 2018 | Italia | - | Turquía |             |  |
|                     |        |   |         | Árbitro(s): |  |

- Jornada 3

| 29 de junio de 2018 | Grecia | - | Italia |             |  |
|                     |        |   |        | Árbitro(s): |  |

| 28 de junio de 2018 | España | - | Turquía |             |  |
|                     |        |   |         | Árbitro(s): |  |

### Fase final

#### 7º y 8º puesto
| 30 de junio de 2018 | [[Selección de waterpolo de \|]] | - | [[Selección de waterpolo de \|]] |             |  |
|                     |                                  |   |                                  | Árbitro(s): |  |

#### 5º y 6º puesto
| 30 de junio de 2018 | [[Selección de waterpolo de \|]] | - | [[Selección de waterpolo de \|]] |             |  |
|                     |                                  |   |                                  | Árbitro(s): |  |

#### Tercer y cuarto puesto
| 1 de julio de 2018 | [[Selección de waterpolo de \|]] | - | [[Selección de waterpolo de \|]] |             |  |
|                    |                                  |   |                                  | Árbitro(s): |  |

#### Final
| 1 de julio de 2018 | [[Selección de waterpolo de \|]] | - | [[Selección de waterpolo de \|]] |             |  |
|                    |                                  |   |                                  | Árbitro(s): |  |

## Competición femenina

### Fase de grupos

#### Grupo A
| Pos | Países   | J | G | E | P | GF | GC | DG | Puntos |
| --- | -------- | - | - | - | - | -- | -- | -- | ------ |
| 1   | España   | 0 | 0 | 0 | 0 | 0  | 0  | 0  | 0      |
| 2   | Grecia   | 0 | 0 | 0 | 0 | 0  | 0  | 0  | 0      |
| 3   | Portugal | 0 | 0 | 0 | 0 | 0  | 0  | 0  | 0      |

#### Grupo B
| Pos | Países  | J | G | E | P | GF | GC | DG | Puntos |
| --- | ------- | - | - | - | - | -- | -- | -- | ------ |
| 1   | Francia | 0 | 0 | 0 | 0 | 0  | 0  | 0  | 0      |
| 2   | Italia  | 0 | 0 | 0 | 0 | 0  | 0  | 0  | 0      |
| 3   | Turquía | 0 | 0 | 0 | 0 | 0  | 0  | 0  | 0      |

### Fase final

#### 5º y 6º puesto
| 30 de junio de 2018 | [[Selección de waterpolo de \|]] | - | [[Selección de waterpolo de \|]] |             |  |
|                     |                                  |   |                                  | Árbitro(s): |  |

#### Tercer y cuarto puesto
| 30 de junio de 2018 | [[Selección de waterpolo de \|]] | - | [[Selección de waterpolo de \|]] |             |  |
|                     |                                  |   |                                  | Árbitro(s): |  |

#### Final
| 30 de junio de 2018 | [[Selección de waterpolo de \|]] | - | [[Selección de waterpolo de \|]] |             |  |
|                     |                                  |   |                                  | Árbitro(s): |  |

## Medallero
| Evento                        | Oro    | Plata  | Bronce     |
| ----------------------------- | ------ | ------ | ---------- |
| Torneo masculino (1 de julio) | Serbia | Grecia | Montenegro |
| Torneo femenino (1 de julio)  | España | Italia | Grecia     |